# Sphaerella epistroma
Sphaerella epistroma är en svampart som beskrevs av Cooke 1883. Sphaerella epistroma ingår i släktet Sphaerella och familjen Mycosphaerellaceae.   Inga underarter finns listade i Catalogue of Life.